# Taruna
Taruna (em árabe: ترهونة; romaniz.: Tarhunah) é uma cidade da Líbia.